# Septembre 2009 en sport
Pour un article plus général, voir 2009 en sport.

## Principaux rendez-vous
- 29 août au 13 septembre : Championnats du monde de boxe amateur 2009 à Milan.
- 29 août au 20 septembre : Tour d'Espagne 2009.
- 31 août au 13 septembre : US Open de tennis 2009.
- 1er au 6 septembre : Championnats du monde de VTT-Trial 2009.
- 4 au 6 septembre : Rallye d'Australie 2009.
- 6 septembre : Grand Prix moto de Saint-Marin 2009.
- 5 et 9 septembre : Tours préliminaires de la coupe du monde de football 2010.
- 7 au 13 septembre : Championnats du monde de gymnastique rythmique 2009 à Ise au Japon.
- 7 au 20 septembre : Championnat d'Europe de basket-ball 2009.
- 13 au 20 septembre : Championnat d'Europe de tennis de table 2009.
- 18 au 20 septembre : 1/2 finales de Coupe Davis.
- 20 septembre : dernière journée du Championnat de GP2 Series 2009.
- 23 au 27 septembre : Championnats d'Europe de concours complet d'équitation.
- 23 au 27 septembre : Championnats du monde de cyclisme sur route 2009.
- 26 septembre au 9 octobre : Championnat du monde masculin de rink hockey juniors 2009 à Bassano del Grappa (Italie).
- 30 septembre au 8 octobre : Championnats du monde d'escrime 2009.

- 13 septembre : Breaking Point 2009, PPV de catch

## Chronologie

### Dimanche20 septembre 2009
- Cross-country : Le Français Julien Absalon, double champion olympique 2004-2008 et vice-champion du monde de VTT, remporte la Coupe du monde de cross-country pour la 5e fois 2003, 2006, 2007 et 2008.